# Condado de Curry (Oregon)
O Condado de Curry é um dos 36 condados do Estado americano do Oregon. A sede do condado é Gold Beach, e sua maior cidade é Gold Beach. O condado possui uma área de 5 150 km² (dos quais 935 km² estão cobertos por água), uma população de 21 137 habitantes, e uma densidade populacional de 5 hab/km² (segundo o censo nacional de 2000). O condado foi fundado em 1855.